# Музей изящных искусств Каракаса
Музей изящных искусств Каракаса (исп. Museo de Bellas Artes de Caracas; MBA) располагается в районе Пласа Морелос в Каракасе, столице Венесуэлы. Музей был открыт в 1918 году, что делает его старейшим музеем изобразительных искусств в стране.

## История
Решение о создании музея изобразительных искусств в Каракасе было принято в 1917 году президентом Венесуэлы Викторино Маркесом Бустильосом. Музей был открыт в 19 октября 1918 года и расположился в здании, которое относилось к Центральному университету Венесуэлы. В 1938 году музей перебрался в своё собственное новое здание, спроектированное известным венесуэльским архитектором Карлосом Раулем Вильянуэвой в неоклассическом стиле. В 1976 году в здании музея расположилась созданная в том же году Национальная художественная галерея, в собрания которой вошла большая часть коллекции Музея изящных искусств, который перебрался в сопредельное здание.

## Коллекция
В собрания музея входят коллекции предметов древнеегипетского искусства, китайской керамики, латиноамериканского искусства, европейского и американского искусства, фотографии, рисунки, гравюры, произведения современного искусства и коллекция кубизма.
Знаковыми произведениями искусства музея служат скульптурные работы: "Город" (1960) Александра Колдера ; "Нейлоновый куб" Рафаэля Хесуса Сото и "Солнечная структура" (1985) Алехандро Отеро , а также коллекция египетского искусства, приобретенная в начале 1950-х годов у Метрополитен-музея (Нью-Йорк), и офорты Франсиско Гойи.